# 圣若泽-杜贝尔蒙蒂
圣若泽-杜贝尔蒙蒂是巴西伯南布哥州的一个市镇。总面积149.168平方公里，总人口32471人，人口密度217.7人/平方公里。